# Мафэхабль
Мафэхабль (адыг. Мафэхьабл) — аул в Майкопском районе Республики Адыгея России. Входит в состав Кировского сельского поселения.

## География
Расположен в степной предгорной зоне, в 4 км к северо-востоку от Майкопа, к северу от региональной автодороги Майкоп — Кужорская.

## История
После окончания Кавказской войны в 1864 году, большая часть адыгского населения из горных и предгорных районов Западного Кавказа выехала в Османскую империю, оставшаяся часть была переселена в равнинные районы левобережья Кубани.
После присоединения города Майкопа и Майкопского района к Адыгейской АО адыги стали селиться в Майкопе, где к 2002 году они составляли 16,7 % населения, тем не менее, в Майкопском районе адыги в 2002 году составляли лишь 1,5 %. Большая часть из них — жители аула Мафэхабль, единственного адыгского населённого пункта района.
1 августа 1998 года в Адыгею приехала группа адыгов-репатриантов в количестве 165 человек из бывшей Югославии, в основном, из Косова. Большинство из них, крестьяне, изъявившие желание жить в сельской местности. Место для нового аула репатрианты выбрали сами из предложенных властями республики вариантов.
Для обустройства репатриантов выделялись средства в рамках государственной программы, каждой семье переселенцев бесплатно выделили по три гектара земли. Спустя несколько лет, в 2007 году новый населённый пункт стал официальным и получил наименование Мафэхабль, в переводе с адыгского «счастливый аул». Репатрианты ещё из нескольких стран решили поселиться также в новом ауле, решается вопрос о расширении его земель.
По состоянию на 2010 год в нём около 30 коттеджей, ещё несколько строятся. Построена мечеть, действует медпункт.
В конце 2013 года в окрестностях аула выделено 550 участков для адыгских репатриантов из Сирии.

## Население
| 2010 | 2013 | 2014 | 2015 | 2016 | 2017 | 2018 |
| ---- | ---- | ---- | ---- | ---- | ---- | ---- |
| 96   | ↗117 | ↘110 | ↗117 | ↗126 | ↗134 | ↗140 |
| 2019 | 2020 | 2021 | 2023 | 2024 |      |      |
| ↗153 | ↗173 | ↘151 | ↗207 | ↗234 |      |      |

По данным Всероссийской переписи 2021 года:
| Народ               | Численность, чел. | Доля от всего населения, % |
| ------------------- | ----------------- | -------------------------- |
| адыги (черкесы)     | 128               | 84,77 %                    |
| арабы               | 15                | 9,93 %                     |
| другие / не указано | 8                 | 5,30 %                     |
| всего               | 151               | 100,0 %                    |